# Éditions du Regard
Les Éditions du Regard sont une maison d'édition française spécialiste de l'art. Fondées en 1978, elles ont leur siège rue du Delta, dans le 9e arrondissement de Paris.